# Metadasynemella falciphalla
Metadasynemella falciphalla är en rundmaskart som beskrevs av Vitiello och Haspeslagh 1972. Metadasynemella falciphalla ingår i släktet Metadasynemella och familjen Ceramonematidae. Inga underarter finns listade i Catalogue of Life.